# Pathankot
Pathankot là một thành phố và là nơi đặt ủy ban đô thị (municipal committee) của quận Gurdaspur thuộc bang Punjab, Ấn Độ.

## Địa lý
Pathankot có vị trí 32°17′B 75°39′Đ / 32,28°B 75,65°Đ Nó có độ cao trung bình là 332 mét (1089 feet).

## Nhân khẩu
Theo điều tra dân số năm 2001 của Ấn Độ, Pathankot có dân số 159.559 người. Phái nam chiếm 55% tổng số dân và phái nữ chiếm 45%. Pathankot có tỷ lệ 77% biết đọc biết viết, cao hơn tỷ lệ trung bình toàn quốc là 59,5%: tỷ lệ cho phái nam là 80%, và tỷ lệ cho phái nữ là 73%. Tại Pathankot, 11% dân số nhỏ hơn 6 tuổi.